# 岐阜各務原児童合唱団
岐阜各務原児童合唱団（ぎふかかみがはらじどうがっしょうだん）は、岐阜県各務原市にある児童合唱団。

## 概要
1970年（昭和45年）に、各務原児童合唱団として設立。現在は幼稚園児から大学生までの男女約80名が所属している。
全国の児童合唱団との交流、国民文化祭、鳥取県、群馬県、福井県での演奏や、海外の合唱団との交流も行っている。
毎年12月の定期演奏会では、毎年創作ミュージカルを上演している。
小学5年生以下をジュニア、小学6年生以上をシニアと呼んでいる。県外での演奏はシニアのメンバーが行っている。

## 略歴
- 1970年
  - 4月 各務原児童合唱団結成
  - 7月 第1回定期演奏会
- 2002年
  - 3月 第7回ジュニア文化祭（長良川ホール）
  - 8月 全国ジュニアコーラス大会（横須賀芸術劇場）
  - 10月 国民文化祭とっとり2002
  - 11月 第30回定期演奏会
    - 県少年少女合唱フェスティバル（高山市）
- 2003年
  - 10月 徳島少年少女合唱団交歓演奏会（徳島県）
  - 11月 県少年少女合唱フェスティバル（羽島市）
  - 12月 第31回定期演奏会
- 2004年
  - 5月 第1回スプリングコンサート
  - 7月 徳島少年少女合唱団交歓演奏会（各務原）
  - 11月 県少年少女合唱フェスティバル（可児市）
  - 12月 第32回定期演奏会
- 2005年
  - 7月 愛・地球博（愛知広場）
  - 8月 愛・地球博（EXPOホール）
  - 10月 国民文化祭ふくい2005（越前市）
    - 木曽川音楽祭（宮川彬良、アンサンブルベガ）
    - 県少年少女合唱フェスティバル（大野町）

  - 12月 第33回定期演奏会
- 2006年
  - 5月 第3回スプリングコンサート
  - 11月 県少年少女合唱フェスティバル（瑞浪市）
  - 12月 第34回定期演奏会
- 2007年
  - 6月 第4回サマーコンサート
  - 11月 県少年少女合唱フェスティバル
  - 12月 第35回定期演奏会
- 2008年
  - 6月 第5回サマーコンサート
  - 7月 金光順子ソプラノリサイタル（賛助出演）
  - 10月 みんなdeコンサート
  - 11月 県少年少女合唱フェスティバル（飛騨市）
  - 12月20日 第36回定期演奏会